# Joker Fuel of Norway
A Joker Fuel of Norway (código UCI: JFN) é uma equipa ciclista profissional de categoria Continental e licença noruega.

## Sede
A sede da equipa encontra-se em Bærum, Noruega.

## Material ciclista
A equipa utiliza bicicletas Giant. Anteriormente utilizou Bianchi (2005-2010) e Mérida (2011-2013).

## Classificações UCI
A partir de 2005 a UCI instaurou os Circuitos Continentais UCI, onde a equipa está desde que se criou dita categoria. Tem participado em carreiras de diferentes circuitos, com o qual tem estado nas classificações do UCI Europe Tour Ranking, UCI America Tour Ranking, UCI Asia Tour Ranking e UCI Africa Tour Ranking. As classificações da equipa e de seu ciclista mais destacado são as seguintes.

### UCI America Tour
| Temporada | Classificação por equipas | Melhor corredor     | Posição |
| 2015      | 46º                       | Truls Engen Korsæth | 330º    |

### UCI Asia Tour
| Temporada | Classificação por equipas | Melhor corredor      | Posição |
| 2009-2010 | 48º                       | Christer Rake        | 146º    |
| 2010-2011 | 34º                       | Adrian Gjølberg      | 116º    |
| 2016      | 12º                       | Kristoffer Halvorsen | 27º     |

### UCI Europe Tour
| Temporada | Classificação por equipas | Melhor corredor      | Posição |
| 2005      | 79º                       | Lars Petter Nordhaug | 354º    |
| 2005-2006 | 32º                       | Edvald Boasson Hagen | 21º     |
| 2006-2007 | 22º                       | Edvald Boasson Hagen | 5º      |
| 2007-2008 | 67º                       | Alexander Kristoff   | 139º    |
| 2008-2009 | 37º                       | Alexander Kristoff   | 97º     |
| 2009-2010 | 63º                       | Christer Rake        | 159º    |
| 2010-2011 | 51º                       | Vegard Stake Laengen | 191º    |
| 2011-2012 | 71º                       | Vegard Breen         | 263º    |
| 2012-2013 | 54º                       | Vegard Breen         | 180º    |
| 2013-2014 | 26º                       | Reidar Borgersen     | 37º     |
| 2015      | 20º                       | Vegard Stake Laengen | 56º     |
| 2016      | 18º                       | Kristoffer Halvorsen | 55º     |
| 2017      | 18º                       | Kristoffer Halvorsen | 145º    |
| 2018      | 35º                       | Herman Dahl          | 141º    |

## Palmarés

### Palmarés 2019

#### Circuitos Continentais UCI
| Datas       | Circuito                | Carreiras                      | Ganhador    |
| 10 de março | UCI Europe Tour de 2019 | 3.ª etapa da Volta a Rodas     | Herman Dahl |
| 28 de março | UCI Europe Tour de 2019 | 4.ª etapa do Volta à Normandia | Ole Forfang |
| 31 de março | UCI Europe Tour de 2019 | Volta à Normandia              | Ole Forfang |

## Modelo

### Elenco de 2019
| Nome              | Nascimento | Nacionalidade | Equipa 2018    |
| Aksel Aasheim     | 16/05/1997 | Noruega       | Joker Icopal   |
| Daniel Arnes      | 06/06/2000 | Noruega       | Neoprofesional |
| Herman Dahl       | 24/11/1993 | Noruega       | Joker Icopal   |
| Henrik Evensen    | 17/11/1994 | Noruega       | Joker Icopal   |
| Ole Forfang       | 22/03/1995 | Noruega       | Joker Icopal   |
| Bjørn Tore Hoem   | 12/04/1991 | Noruega       | Joker Icopal   |
| Ludvik Holstad    | 01/08/1998 | Noruega       | Joker Icopal   |
| Kristian Klevjer  | 17/07/1999 | Noruega       | Neoprofesional |
| Øivind Lukkedahl  | 19/06/1994 | Noruega       | Team Coop      |
| Fridtjof Røinås   | 02/05/1995 | Noruega       | Joker Icopal   |
| Andreas Vangstad  | 24/03/1992 | Noruega       | Joker Icopal   |
| Søren Wærenskjold | 12/03/2000 | Noruega       | Neoprofesional |